# Шенгелия, Торнике
Торнике Кахаберович Шенгелия (груз. თორნიკე კახაბერის ძე შენგელია; род. 5 октября 1991[…], Тбилиси) — грузинский профессиональный баскетболист, играющий на позиции тяжёлого форварда.

## Профессиональная карьера

### Ранняя карьера
С 2008 по 2010 год Шенгелия играл за «Валенсию» и ее юниорскую команду. В 2010 году он подписал контракт с бельгийским клубом «Спиру Шарлеруа», который позже отдал его в аренду клубу «Вервье-Пепенстер» на сезон 2010/11. В августе 2011 года было объявлено, что он будет играть за «Спиру Шарлеруа» в сезоне 2011/12.

### Бруклин Нетс (2012—2014)
28 июня 2012 года Торнике Шенгелия был выбран под 54-м номером на драфте НБА 2012 года командой «Филадельфия Севенти Сиксерс», но сразу же был обменян в «Бруклин Нетс». После драфта он участвовал в Летней лиге НБА, в ходе которой в среднем набирал 10,2 очка и 3,6 подбора за игру.
После сильной игры в матчах против «Сиксерс» (17 очков, 6 подборов и 2 передачи) и «Индиана Пэйсерс» (16 очков, 4 перехвата и 3 блока) главный тренер «Нетс» Эвери Джонсон в интервью New York Post заявил, что он был впечатлён игрой Шенгелия и менеджмент команды будет вести переговоры о том, останется ли Торнике в НБА или вернётся в Европу. 18 июля 2012 года было объявлено, что Шенгелия подпишет двухлетний контракт с «Бруклин Нетс».
Дебютировал в НБА 7 ноября 2012 года в гостевом матче против «Майами Хит» (поражение «Нетс» со счётом 73:103), провёл на площадке 12 минут, набрал 2 очка, сделал 1 подбор и 2 раза потерял мяч.

### Чикаго Буллз (2014)
21 января 2014 года Шенгелия был обменян в «Чикаго Буллз» на Маркиза Тига. 14 апреля 2014 года «Буллз» отчислили игрока.

### Баскония (2014—2020)

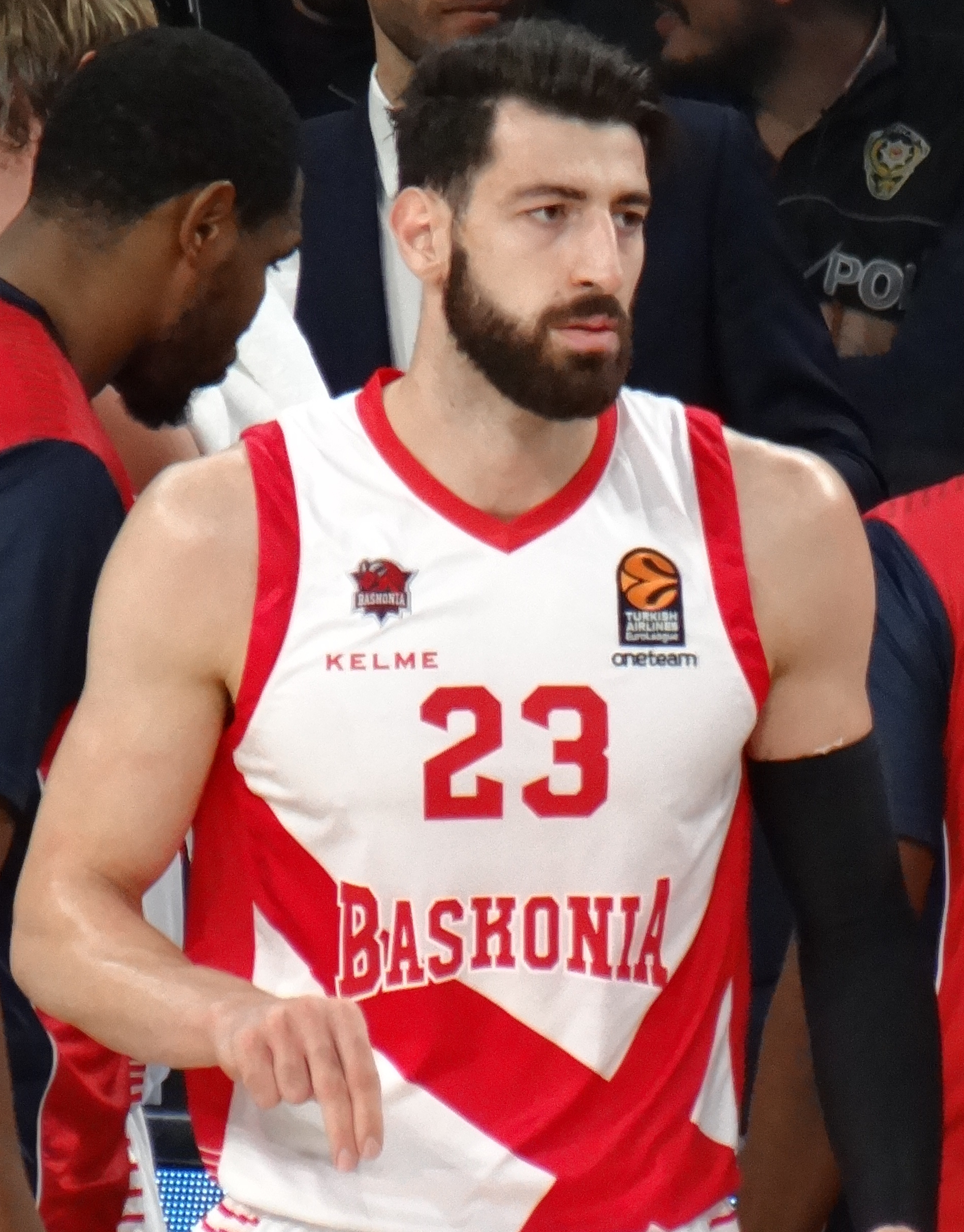
Шенгелия в 2017 году

21 июня 2014 года Шенгелия подписал трехлетний контракт с испанским клубом «Баскония».
1 марта 2015 года баскское дерби с «Бильбао» закончилось дракой, которая началась с конфронтации между Деяном Тодоровичем и Шенгелией. Оба игрока были дисквалифицированы, а 12 игроков были удалены из-за выбегания на площадку во время драки. За несколько секунд до конца матча Шенгелия сфолил против Тодоровича, когда тот пытался забить сверху. Сербский игрок толкнул Шенгелию сзади, а грузинский нападающий нанес ответный удар. Обмен ударами побудил игроков обеих команд выйти на площадку и впоследствии начать драку. Когда Шенгелия покидал площадку после удаления, он извинился перед ребенком, который находился в первом ряду арены.
Ассоциация баскетбольных клубов Испании объявила, что драка будет иметь серьезные последствия и санкции, и начала переговоры с Испанской федерацией баскетбола об ужесточении дисциплинарных правил. 5 марта лига временно отстранила Тодоровича и Шенгелию до окончательного решения дела.
После объявления предупредительного отстранения обоих игроков, «Бильбао» и «Баскония» опубликовали совместное заявление, в котором выразили свое неодобрение. 11 марта Шенгелия получил 5-матчевую дисквалификацию, а Тодорович был отстранен на четыре игры. Кроме того, Дайрис Бертанс из «Бильбао», братья Мамаду и Илимане Диоп из «Басконии» получили штраф в размере 3000 евро.
7 июня 2017 года Шенгелия подписал трехлетний контракт с «Басконией». В мае 2018 года он был включен в первую сборную Евролиги за сезон 2017/18. За 33 игры Евролиги он в среднем набирал 13,7 очков, 6,1 подборов и 2,2 результативных передач за игру. 24 мая 2018 года он занял второе место после Луки Дончича в голосовании за MVP сезона. 19 августа 2018 года Шенгелия подписал четырехлетний контракт с «Басконией» до 2022 года. Однако грузинский нападающий покинул «Басконию» в июле 2020 года, проведя 6 сезонов в составе баскской команды.

### ЦСКА Москва (2020—2022)
9 июля 2020 года он подписал трехлетний контракт с российским клубом «ЦСКА».
26 февраля 2022 года Шенгелия расторг контракт в знак протеста. Команда обвинила его и других игроков в нарушении своих контрактов; однако, поскольку Россия отстранена от Евролиги и ФИБА, ЦСКА не может подать никаких судебных исков.

### Виртус (2022—2025)
7 марта 2022 года Шенгелия подписал контракт с итальянским клубом «Виртус» до конца сезона. Более того, после того, как в первых трех раундах плей-офф были обыграны «Литкабелис», «Ульм» и «Валенсия», 11 мая 2022 года «Виртус» победил «Бурсаспор», выиграв свой первый Еврокубок и получив право на участие в Евролиге спустя 14 лет. Однако, несмотря на то, что регулярный сезон клуб завершил на первом месте и в первых двух раундах плей-офф были обыграны со счетом 3–0 «Песаро» и «Тортона», в финале национального чемпионата «Виртус» потерпел поражение от «Олимпии».
13 сентября Шенгелия подписал двухлетний контракт с «Виртус» до июня 2024 года. 29 сентября 2022 года, обыграв «Олимпию» в полуфинале, «Виртус» выиграл свой третий Суперкубок, победив «Динамо» со счетом 72–69 и добившись второго подряд трофея после трофея 2021 года. Однако Шенгелия не играл из-за травмы плеча, полученной перед Евробаскетом 2022 года. Однако, несмотря на хорошие предпосылки, «Виртус» завершил сезон Евролиги на 14-м месте, таким образом, не пройдя отбор в плей-офф. Более того, команда потерпела поражение в финале Кубка Италии по баскетболу от «Брешиа». В июне, после победы со счетом 3–0 над «Бриндизи» и «Тортоной», «Виртус» потерпел поражение со счетом 3–4 от «Олимпии» в национальном финале, в серии, которая, по общему мнению, была одной из лучших за последние годы в итальянском баскетболе.
24 сентября 2023 года, обыграв «Олимпию» в полуфинале, «Виртус» выиграл свой четвертый Суперкубок и третий подряд, победив «Брешиа» со счетом 97–60. Шенгелия был выбран MVP турнира. Несмотря на впечатляющую первую половину сезона, «Виртус» завершил регулярный сезон Евролиги на 10-м месте, пройдя только отборочный этап, где после победы над «Анадолу Эфес» со счетом 67–64 он проиграл «Басконии», не попав в плей-офф. Более того, «Виртус» занял первое место в итальянском регулярном чемпионате, но, обыграв «Тортону» со счетом 3–2 и «Венецию» со счетом 3–1, клуб проиграл третий финал подряд «Олимпии» со счетом 1–3.
В сезоне Евролиги 2024/25 Шенгелия набрал рекордные 35 очков против «Фенербахче», что стало самым результативным матчем в его карьере в Евролиге. Сезон чемпионата Италии по баскетболу 2024/25 стал самым успешным для Шенгелии с «Виртусом», так как клуб выиграл чемпионат. Шенгелия был назван MVP финала. Кроме того, он был выбран в сборную сезона. 30 июня 2025 года Шенгелия покинул «Виртус».

### Барселона (2025-н.в.)
21 июля 2025 года Шенгелия подписал трехлетний контракт с «Барселоной».

## Национальная сборная
Шенгелия в составе сборной Грузии участвовал в чемпионате Европы 2011 года, в среднем набирая 8.8 очков, 4.6 подбора и 1.1 перехвата за игру.

## Достижения
- Обладатель Еврокубка (2): 2009/2010, 2021/2022
- Чемпион Единой лиги ВТБ: 2020/2021
- Обладатель Суперкубка Единой лиги ВТБ: 2021
- Чемпион Испании: 2019/2020
- Чемпион России: 2020/2021
- Серебряный призёр чемпионата Италии: 2021/2022
- Обладатель Суперкубка Италии: 2023

## Статистика

### Статистика в НБА
| Сезон                                                                                    | Команда      | Регулярный сезон | Регулярный сезон | Регулярный сезон | Регулярный сезон | Регулярный сезон | Регулярный сезон | Регулярный сезон | Регулярный сезон | Регулярный сезон | Регулярный сезон | Регулярный сезон | Серия плей-офф | Серия плей-офф | Серия плей-офф | Серия плей-офф | Серия плей-офф | Серия плей-офф | Серия плей-офф | Серия плей-офф | Серия плей-офф | Серия плей-офф | Серия плей-офф |
| Сезон                                                                                    | Команда      | GP               | GS               | MPG              | FG%              | 3P%              | FT%              | RPG              | APG              | SPG              | BPG              | PPG              | GP             | GS             | MPG            | FG%            | 3P%            | FT%            | RPG            | APG            | SPG            | BPG            | PPG            |
| ---------------------------------------------------------------------------------------- | ------------ | ---------------- | ---------------- | ---------------- | ---------------- | ---------------- | ---------------- | ---------------- | ---------------- | ---------------- | ---------------- | ---------------- | -------------- | -------------- | -------------- | -------------- | -------------- | -------------- | -------------- | -------------- | -------------- | -------------- | -------------- |
| 2012/13                                                                                  | Бруклин Нетс | 19               | 0                | 4,9              | 43,5             | 50,0             | 56,3             | 1,2              | 0,2              | 0,2              | 0,1              | 1,6              | Не участвовал  | Не участвовал  | Не участвовал  | Не участвовал  | Не участвовал  | Не участвовал  | Не участвовал  | Не участвовал  | Не участвовал  | Не участвовал  | Не участвовал  |
| 2013/14                                                                                  | Бруклин Нетс | 17               | 0                | 8,1              | 45,8             | 0,0              | 37,5             | 0,8              | 0,7              | 0,1              | 0,1              | 1,5              | Не участвовал  | Не участвовал  | Не участвовал  | Не участвовал  | Не участвовал  | Не участвовал  | Не участвовал  | Не участвовал  | Не участвовал  | Не участвовал  | Не участвовал  |
| 2013/14                                                                                  | Чикаго Буллз | 9                | 0                | 1,9              | 50,0             | 0,0              | 0,0              | 0,2              | 0,2              | 0,1              | 0,0              | 0,4              | Не участвовал  | Не участвовал  | Не участвовал  | Не участвовал  | Не участвовал  | Не участвовал  | Не участвовал  | Не участвовал  | Не участвовал  | Не участвовал  | Не участвовал  |
|                                                                                          | Всего        | 45               | 0                | 5,5              | 45,1             | 12,5             | 50,0             | 0,9              | 0,4              | 0,1              | 0,0              | 1,3              | Не участвовал  | Не участвовал  | Не участвовал  | Не участвовал  | Не участвовал  | Не участвовал  | Не участвовал  | Не участвовал  | Не участвовал  | Не участвовал  | Не участвовал  |
| Наведите курсор мыши на аббревиатуры в заголовке таблицы, чтобы прочесть их расшифровку. |              |                  |                  |                  |                  |                  |                  |                  |                  |                  |                  |                  |                |                |                |                |                |                |                |                |                |                |                |

### Статистика в Д-Лиге
| Сезон                                                                                    | Команда    | Регулярный сезон | Регулярный сезон | Регулярный сезон | Регулярный сезон | Регулярный сезон | Регулярный сезон | Регулярный сезон | Регулярный сезон | Регулярный сезон | Регулярный сезон | Регулярный сезон | Серия плей-офф | Серия плей-офф | Серия плей-офф | Серия плей-офф | Серия плей-офф | Серия плей-офф | Серия плей-офф | Серия плей-офф | Серия плей-офф | Серия плей-офф | Серия плей-офф |
| Сезон                                                                                    | Команда    | GP               | GS               | MPG              | FG%              | 3P%              | FT%              | RPG              | APG              | SPG              | BPG              | PPG              | GP             | GS             | MPG            | FG%            | 3P%            | FT%            | RPG            | APG            | SPG            | BPG            | PPG            |
| ---------------------------------------------------------------------------------------- | ---------- | ---------------- | ---------------- | ---------------- | ---------------- | ---------------- | ---------------- | ---------------- | ---------------- | ---------------- | ---------------- | ---------------- | -------------- | -------------- | -------------- | -------------- | -------------- | -------------- | -------------- | -------------- | -------------- | -------------- | -------------- |
| 2012/13                                                                                  | Спрингфилд | 10               | 10               | 36,6             | 52,7             | 36,6             | 67,5             | 8,2              | 4,0              | 2,3              | 1,0              | 24,3             | Не участвовал  | Не участвовал  | Не участвовал  | Не участвовал  | Не участвовал  | Не участвовал  | Не участвовал  | Не участвовал  | Не участвовал  | Не участвовал  | Не участвовал  |
| 2013/14                                                                                  | Спрингфилд | 4                | 4                | 27,3             | 54,8             | 20,0             | 81,8             | 5,0              | 1,5              | 0,5              | 1,3              | 13,3             | Не участвовал  | Не участвовал  | Не участвовал  | Не участвовал  | Не участвовал  | Не участвовал  | Не участвовал  | Не участвовал  | Не участвовал  | Не участвовал  | Не участвовал  |
|                                                                                          | Всего      | 14               | 14               | 33,9             | 53,1             | 34,8             | 70,6             | 7,3              | 3,3              | 1,8              | 1,1              | 21,1             | Не участвовал  | Не участвовал  | Не участвовал  | Не участвовал  | Не участвовал  | Не участвовал  | Не участвовал  | Не участвовал  | Не участвовал  | Не участвовал  | Не участвовал  |
| Наведите курсор мыши на аббревиатуры в заголовке таблицы, чтобы прочесть их расшифровку. |            |                  |                  |                  |                  |                  |                  |                  |                  |                  |                  |                  |                |                |                |                |                |                |                |                |                |                |                |

### Статистика в других лигах
| Сезон                                                                                   | Команда        | Лига                  | GP  | GS | MPG  | FG%  | 3P%  | FT%  | RPG | APG | SPG | BPG | PPG  |  |
| 2011/12                                                                                 | Все клубы      | Все лиги              | 41  | 36 | 18,5 | 44,6 | 28,8 | 63,7 | 4,5 | 1,0 | 0,9 | 0,3 | 8,4  |  |
| 2011/12                                                                                 | Спиру Шарлеруа | Чемпионат Бельгии     | 29  | 24 | 18,4 | 45,0 | 27,9 | 62,8 | 4,8 | 1,1 | 1,1 | 0,3 | 8,8  |  |
| 2011/12                                                                                 | Спиру Шарлеруа | Евролига              | 9   | 9  | 20,6 | 45,2 | 28,6 | 68,2 | 4,3 | 1,0 | 0,3 | 0,1 | 8,3  |  |
| 2011/12                                                                                 | Спиру Шарлеруа | Квалификация Евролиги | 3   | 3  | 12,3 | 37,5 | 50,0 | 60,0 | 2,0 | 0,3 | 0,3 | 0,3 | 5,3  |  |
| 2014/15                                                                                 | Все клубы      | Все лиги              | 55  | 41 | 21,0 | 45,2 | 30,5 | 81,2 | 4,3 | 0,9 | 0,5 | 0,5 | 9,7  |  |
| 2014/15                                                                                 | Баскония       | Чемпионат Испании     | 31  | 18 | 20,7 | 49,5 | 36,2 | 80,4 | 4,0 | 1,0 | 0,5 | 0,4 | 10,0 |  |
| 2014/15                                                                                 | Баскония       | Евролига              | 24  | 23 | 21,6 | 39,9 | 22,9 | 82,0 | 4,8 | 0,8 | 0,6 | 0,6 | 9,5  |  |
| 2015/16                                                                                 | Все клубы      | Все лиги              | 28  | 14 | 17,7 | 52,0 | 36,4 | 72,9 | 3,7 | 1,0 | 0,7 | 0,5 | 8,8  |  |
| 2015/16                                                                                 | Баскония       | Чемпионат Испании     | 19  | 7  | 16,9 | 50,8 | 30,0 | 75,0 | 3,6 | 0,9 | 0,6 | 0,5 | 8,7  |  |
| 2015/16                                                                                 | Баскония       | Евролига              | 9   | 7  | 19,4 | 54,5 | 50,0 | 68,2 | 3,8 | 1,2 | 0,8 | 0,6 | 9,1  |  |
|                                                                                         |                | Всего                 | 124 | 91 | 19,4 | 46,3 | 31,4 | 74,2 | 4,2 | 1,0 | 0,7 | 0,4 | 9,1  |  |
| Наведите курсор мыши на аббревиатуры в заголовке таблицы, чтобы прочесть их расшифровку |                |                       |     |    |      |      |      |      |     |     |     |     |      |  |